# Ермаков, Владимир Иванович
Владимир Иванович Ермако́в (1919—1999) — советский учёный-лесовод, председатель Президиума Карельского филиала АН СССР, заслуженный деятель науки Карельской АССР (1974).

## Биография
Участник Великой Отечественной войны.
В 1946 году окончил Воронежский лесохозяйственный институт, в 1946—1950 годах — аспирант, в 1950 году защитил кандидатскую диссертацию по теме «Методы акклиматизации секвойи в лесах Южного берега Крыма».
В 1950—1954 годах — сотрудник Всесоюзного НИИ лесного хозяйства.
В 1954—1958 годах — советник при НИИ тропических культур в КНР, ставил опыты по селекции гевеи бразильской.
С 1959 года работает в Институте леса Карельского филиала АН СССР, заместитель председателя Президиума Карельского филиала АН СССР.
В 1962—1967 годах — председатель Президиума Карельского филиала АН СССР.
В 1968—1986 годах — директор Института леса Карельского филиала АН СССР, в 1986—1991 годах — старший научный сотрудник лаборатории цитологии, генетики и селекции Института леса Карельского филиала АН СССР.
На опытном участке выращивал экзотические растения, такие как ледяная берёза, берёза далекарлийская, голубая ель. Кроме того, вывел новую породу пихты «Пушкинская оригинальная».
На территория участка в 2001 году был создан государственный природный заказник регионального значения интродуцированных древесных пород «Порожки».

## Научные труды
Является автором более 100 научных работ, среди которых
- Механизмы и адаптация берёзы к условиям Севера. — Л., 1986.
- Внутри- и межвидовая трансплантация берёзы и её регенерация при повреждении. — Петрозаводск, 1991.